# Masuda (Šimane)
Masuda (japonsky:益田市 Masuda-ši) je japonské město v prefektuře Šimane na jihozápadě ostrova Honšú. Žije zde přes 46 tisíc obyvatel. Město má i své letiště.

## Partnerská města
- Ning-po, Čína (říjen 1990)
- Queenstown, Nový Zéland